# Mergus merganser
Lo smergo maggiore o smergo comune, (Mergus merganser), è un'anatra di grosse dimensioni, distribuita in tutta l'Europa, l'Asia settentrionale e il Nordamerica. È più comune in laghi e fiumi. I suoi nidi possono trovarsi nelle cavità degli alberi.
Ne esistono tre sottospecie:
- M. m. merganser, smergo maggiore europeo
- M. m. orientalis, smergo maggiore dell'Asia centrale
- M. m. americanus, smergo maggiore americano

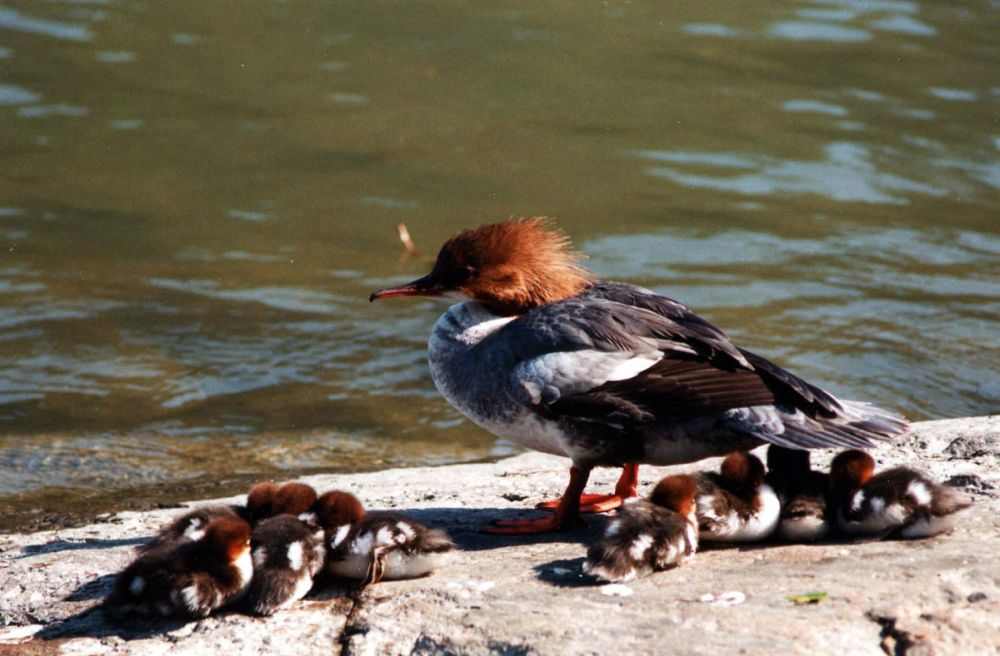
Femmina con anatroccoli

Maschi e femmine sono facilmente distinguibili, dal momento che lo smergo maschio ha la testa verde scura, mentre la testa della femmina è bruno-rossastra. Lo smergo maggiore è lungo 70 cm ed ha 78–94 cm di apertura alare.
Questi grandi mangiatori di pesci hanno i margini dei loro becchi seghettati per far meglio presa sulle loro prede. Insieme alla pesciaiola e agli altri smerghi, sono noti spesso come "becchi a sega". Si nutrono anche di cozze e gamberetti; i giovani uccelli si nutrono soprattutto di insetti acquatici.
Gli uccelli nordamericani migrano verso sud in piccoli gruppi fino agli Stati Uniti ovunque sia possibile trovare stagni, laghi e fiumi liberi dal ghiaccio; sulla costa occidentale, alcuni uccelli sono permanentemente stanziali.
Anche gli uccelli scandinavi e russi migrano verso meridione, ma gli uccelli europei occidentali sono per la maggior parte stanziali.
Lo smergo maggiore è una delle specie protette dall'Agreement on the Conservation of African-Eurasian Migratory Waterbirds (AEWA).

## Descrizione
Lo smergo maggiore presenta una forma piuttosto slanciata e il suo profilo sull'acqua risulta essere basso. Un carattere molto evidente è il becco che è spesso alla base che via via si restringe e termina con un leggero ripiegamento verso il basso. La femmina presenta un cappuccio marroncino che arriva fino alla gola e ha un bordo netto. Il mento è bianco e vi è una parte più scura tra l'occhio e la base del becco. I fianchi, come anche il dorso sono grigi e si schiariscono in prossimità del petto.
Il giovane è molto simile alla femmina da cui si differenzia per dei segni chiari tra il becco e l'occhio.
Il maschio in abito riproduttivo è molto particolare e facilmente riconoscibile. Infatti presenta i fianchi rosati e il dorso nero. Inoltre il becco rosso vivo contrasta con il cappuccio verde smeraldo. Nel piumaggio eclissale, risulta invece essere molto simile alla femmina da cui però si differenzia per una grande macchia alare bianca.
In volo la femmina mostra uno specchio alare bianco e le copritrici alari grigie chiare, mentre le primarie sono più scure. Il maschio invece ha copritrici, terziarie e secondarie bianche e le primarie sono invece nere. Inoltre nel maschio è molto evidente il distacco tra il collo bianco e il cappuccio verde smeraldo.

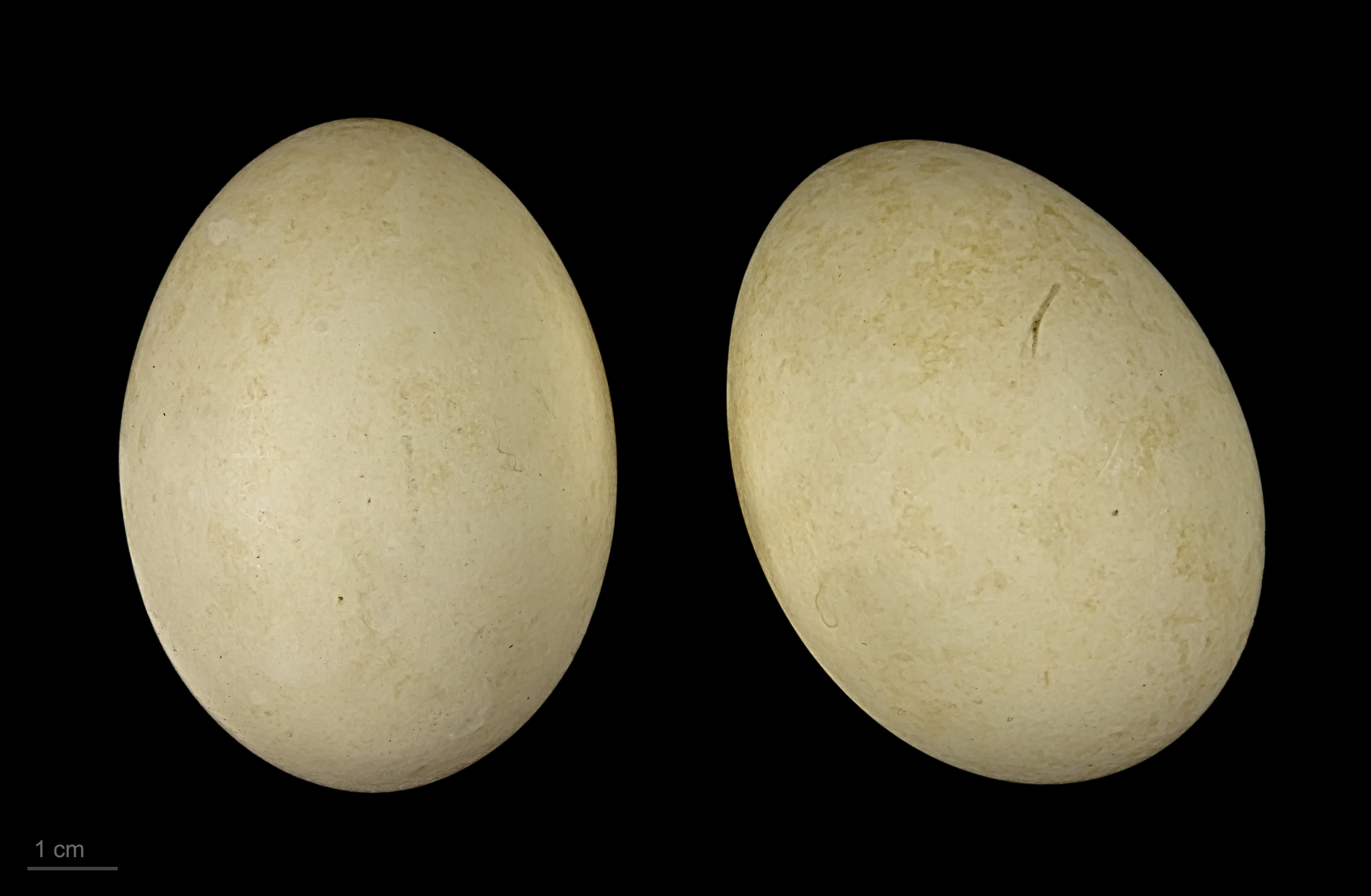
Mergus merganser

## Nella cultura di massa
Lo smergo maggiore, una volta diffuso anche in Italia, ora più raro, è conosciuto, specialmente in Piemonte, anche con il nome comune di erlo (fare l'erlo è una locuzione con il significato di fare il gradasso oppure mostrare baldanza; tale locuzione è citata, con relativa spiegazione, nell'opera La chiave a stella di Primo Levi nel racconto Senza tempo).